# 칼루 우체
칼루 우체(영어: Kalu Uche, 1982년 11월 15일 ~ )는 나이지리아의 전 축구 선수로, 현역 시절 포지션은 공격수였다. 이케추쿠 우체는 그의 동생이다.

## 경력

### 클럽
에님바와 이와니아누 내셔널 소속으로 데뷔했으며 2000년 스페인의 RCD 에스파뇰 B로 이적했지만 단 한 경기도 출전하지 못했다. 2001년부터 2005년까지 폴란드 엑스트라클라사의 비스와 크라쿠프 소속으로 뛰었고 2004년부터 2005년까지 프랑스의 지롱댕 드 보르도로 임대 이적하였다.
2005년 스페인의 알메리아로 이적했으며 2006-07 세군다 디비시온 시즌에서 8골을 기록하면서 팀의 라 리가 승격에 큰 기여를 했다. 2007년 8월 26일에 열린 데포르티보 라코루냐와의 프리메라리가 경기에서 교체 출전하면서 데뷔하였다. 2011년 알메리아가 강등되면서 팀에서 방출되었고 같은 해 8월 4일 스위스의 뇌샤텔 크사막스로 이적했다.

### 국가대표
2003년 6월 21일에 열린 나이지리아와 앙골라의 2004년 아프리카 네이션스컵 예선 경기에서 처음 출전했으며 자신의 대표팀 첫 골을 기록했다.
2010년 아프리카 네이션스컵에서 나이지리아 대표로 출전했지만 단 한 골도 넣지 못했다. 2010년 FIFA 월드컵에서 그리스와의 조별 예선 경기와 대한민국과의 조별 예선 경기에서 선제골을 넣기도 했지만 나이지리아는 그리스와의 경기에서 1-2 역전패를 당했고 대한민국과의 경기에서는 2-2 무승부를 기록하는 데에 그치고 만다.